# Weltkunde
Weltkunde ist ein gesellschaftswissenschaftliches Unterrichtsfach an Gemeinschaftsschulen in Schleswig-Holstein. Es wird in der Sekundarstufe I (Jahrgangsstufen 5 bis 10) unterrichtet.

## Konzept und theoretische Grundlagen
Weltkunde ist ein „Integrationsfach“, das geografische, historische und politisch-ökonomische Aspekte umfasst. Weltkunde wird alternativ zu den Fächern Geografie und Geschichte angeboten. Das Fach Wirtschaft/Politik wird parallel zu Weltkunde angeboten, aber in unterschiedlichem Umfang; an vielen Schulen werden die politisch-ökonomischen Fachinhalte überwiegend in Weltkunde abgedeckt. Ob eine Schule Weltkunde oder Geographie und Geschichte anbietet, zählt zu den Ausgestaltungsfragen der Kontingentstundentafel. Es ist möglich, nur in einzelnen Jahrgängen der Sekundarstufe I Weltkunde zu unterrichten. Die Entscheidung liegt bei der Schulkonferenz.
Das Konzept von Weltkunde besteht nicht in der additiven Aneinanderreihung der Ursprungsfächer („Epochenunterricht“), sondern in der Integration und Verknüpfung der unterschiedlichen fachlichen Perspektiven auf Phänomene wie Migration, Europa oder Stadt. Weltkunde hat einen eigenen, als „Fachanforderungen“ bezeichneten Lehrplan.
Ausgangspunkt des Weltkundeunterrichtes ist die Lebenswelt der Schüler. Ziel des Unterrichtsfachs ist es, Schüler zu befähigen, sich mit vier Themen auseinanderzusetzen, die den Fachanforderungen aller Fächer in Schleswig-Holstein als „Kernprobleme“ vorangestellt sind:
- Grundwerte (v. a. Menschenrechte, Friedenssicherung und Toleranz)
- Partizipation
- Gleichstellung der Geschlechter und Diversität der Lebensstile
- Nachhaltigkeit

Zu den wichtigen theoretischen Grundlagen gehört die kritisch-konstruktive Didaktik, wie sie von Wolfgang Klafki entwickelt worden ist. Für Weltkunde von besonderer Bedeutung ist Klafkis Forderung, epochale Schlüsselprobleme in das Zentrum eines fächerübergreifenden Unterrichtes zu stellen. Durch diesen Unterricht sollen vier grundlegende „Einstellungen und Fähigkeiten“ gefördert werden:
- Kritikbereitschaft und –fähigkeit
- Argumentationsbereitschaft und –fähigkeit
- Empathie im Sinne der Befähigung zum Perspektivwechsel
- „vernetztes Denken“ oder „Zusammenhangsdenken“

Die Fähigkeit zum „vernetzenden Denken“ kann als das Leitziel integrierter gesellschaftswissenschaftlicher Fächerverbünde bezeichnet werden, die unter der Bezeichnung "Fach Gesellschaftswissenschaften" zusammengefasst werden.

## Geschichte und Verbreitung
Der Begriff „Weltkunde“ wurde zu Beginn des 19. Jahrhunderts von Wilhelm Harnisch geprägt, der neben Adolph Diesterweg als Begründer des Sachunterrichtes gilt.
In Schleswig-Holstein wurde Weltkunde an allen Gesamtschulen von Jahrgang 5 bis 10 unterrichtet, beginnend mit der Gesamtschule Neumünster Brachenfeld, die 1971 gegründet wurde. Seit der Schulreform 2007 sind zahlreiche neue Gemeinschaftsschulen hinzugekommen. Das Fach wird nur in den Jahrgängen 5–10 angeboten. Die Schulkonferenz entscheidet, ob und in welchem Umfang Weltkunde anstelle der Fächer Geschichte und Geographie angeboten wird. Im Jahr 2020 wurde an 141 Schulen, d. h. 82 % der Gemeinschaftsschulen, in der Doppeljahrgangsstufe 5–6 Weltkunde angeboten. 96 Schulen, d. h. 47 % der Gemeinschaftsschulen, boten das Fach bis zum Jahrgang 10 an.

## Ausbildung der Lehrkräfte
Weltkunde ist in Schleswig-Holstein ein Unterrichtsfach, aber kein Ausbildungsfach. Fachlehrer sind daher Lehrkräfte mit einer Ausbildung in Geographie, Geschichte oder Wirtschaft/Politik. Eine Ausweitung fächerübergreifender Elemente in der universitären Ausbildung von Geographie-, Geschichts- und Wirtschaft/Politik-Lehrkräften ist in der Diskussion.

## Debatte
Gesellschaftswissenschaftliche Integrationsfächer sind umstritten. Diese Auseinandersetzung begann schon bei der Einführung der Hessischen Rahmenrichtlinien für Gesellschaftslehre im Jahr 1972.
Häufiger Kritikpunkt ist die mangelnde fachliche Ausbildung der Lehrkräfte. Für die Integration gesellschaftswissenschaftlicher Fächer wird angeführt, dass Probleme sich in der Lebenswirklichkeit oft nicht nur einem Fach zuordnen lassen. Fächerintegration erleichtere daher den Lebensweltbezug und die Problemorientierung. Hattie hat für "Integrierte Curricula" in der "Middle School" einen positiven Lerneffekt von d =0,57 ("Erwünschte Effekte") gemessen.